# Дарик

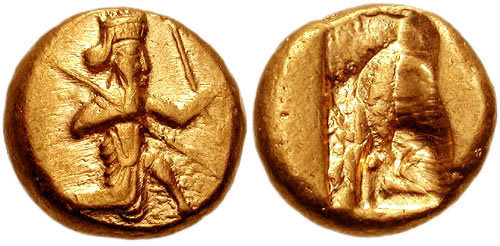
Дарик

Дарик (др.-перс. дараявака, др.-греч. δαρεικος, англ. daric, рус. дарик, дарике, дарейк, даркемон, дарикос и др.) — персидская высокопробная золотая монета, основа денежной системы Державы Ахеменидов. Монета получила своё название, по-видимому, по изображению на аверсе персидского царя Дария I, который начал её выпускать в ходе своих реформ (кон. VI в. до н. э.). Масса монеты ок 8,4 г, с высоким содержанием золота. Этими монетами вносились подати, они же служили для крупной торговли не только в Персии, но отчасти и за границей.
Царь обычно изображался в виде коленопреклонённого лучника (лук — национальное оружие персов), из-за чего монету иногда называют «лучником». На реверсе помещался грубо вычеканенный прямоугольник (по-видимому, следы удара). Надписей на монете не было. Чеканка золотой монеты была прерогативой только персидского царя. Благодаря тому, что дарик содержал всего 3 % примеси, он в течение нескольких веков занимал положение основной золотой монеты в торговом мире.
1 дарик составлял 1/3000 персидского таланта в 25,92 кг. За время существования Державы Ахеменидов несколько раз изменялось рацио (лат. ratio), то есть относительная стоимость драгоценных металлов, в данном случае золота к серебру. В результате дарики последовательно чеканились по четырём монетным стопам, установить хронологические рамки которых в настоящее время не представляется возможным.
- первый период: рацио 1:13⅓, дарик с содержанием золота 8,19 г = 20 шиглу с содержанием серебра 5,46 г;
- второй период: рацио 1:13, дарик с содержанием золота 8,4 г = 20 шиглу с содержанием серебра 5,46 г;
- третий период: рацио 1:13⅓, дарик с содержанием золота 8,4 г = 20 шиглу с содержанием серебра 5,6 г;
- четвёртый период: рацио 1:13, дарик с содержанием золота 8,6 г = 20 шиглу с содержанием серебра 5,6 г.

Отсюда серебряный талант = 6 тыс. сиклей = вавилонский талант; серебряная мина = 100 шиглу = 5 дариков.
Выпуск дариков прекращён в связи с падением Ахеменидской державы. Последние дарики чеканились при Александре Македонском. Точная датировка дариков до Дария III невозможна из-за почти полного совпадения изображений.